# 河牧場 (佛羅里達州)
河牧場（英語：River Ranch）是位於美國佛羅里達州波爾克縣的一個非建制地區。該地的面積和人口皆未知。

## 地理
河牧場的座標為27°46′16″N 81°12′25″W / 27.77111°N 81.20694°W，而該地的平均海拔高度為17米（即56英尺）。